# Jin Yoon-young
Jin Yoon-young – południowokoreański zapaśnik w stylu klasycznym. Brązowy medalista mistrzostw Azji w 2001 roku.